# 汉堡伏尔铿船厂

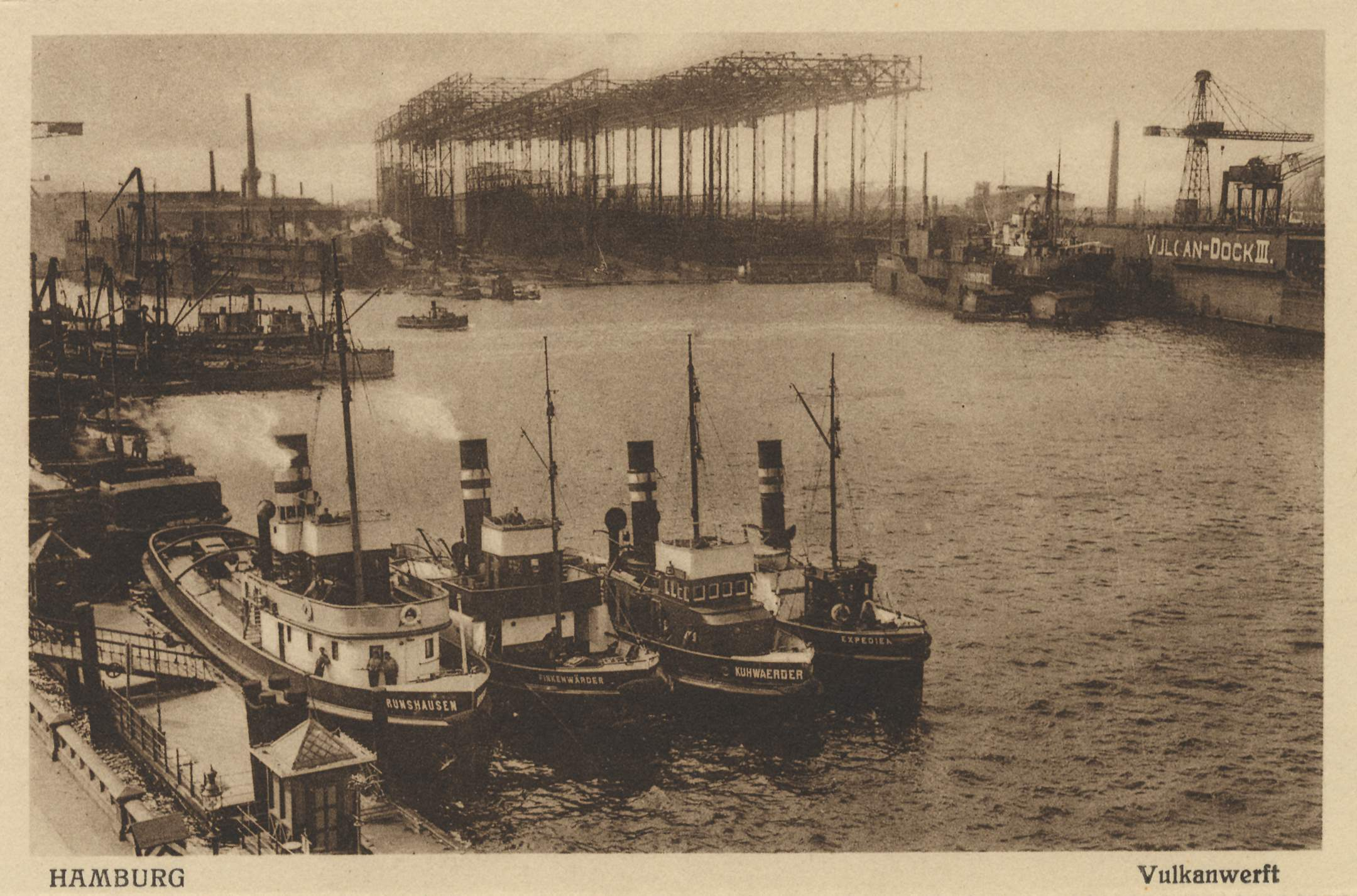
伏尔铿船厂的明信片

汉堡伏尔铿船厂（德語：Vulkanwerft (Hamburg)）是斯德丁伏尔铿机械制造股份公司的子公司，于1909年在汉堡开业。基尔的霍瓦兹船厂于1930年接管了该子公司的运营。而在1986年经由布洛姆－福斯收购后，船厂最终于同年关闭。